# Buchenwald bei Bellenberg
Das Naturschutzgebiet (NSG) Buchenwald bei Bellenberg liegt auf dem Gebiet der Stadt Horn-Bad Meinberg im Kreis Lippe in Nordrhein-Westfalen.

## Lage
Das Gebiet erstreckt sich östlich der Kernstadt Horn-Bad Meinberg und nordöstlich, östlich, südöstlich und südlich von Bellenberg, einem Ortsteil von Horn-Bad Meinberg. Südlich des Gebietes fließt der Heubach und verläuft die Landesstraße 616. Westlich erstreckt sich das rund 139 Hektar große NSG Silberbachtal mit Ziegenberg und nördlich das rund 230 Hektar große NSG Norderteich mit Naptetal.

## Bedeutung
Das etwa 88 Hektar große Gebiet mit der Schlüssel-Nummer LIP-060 steht seit dem Jahr 2004 unter Naturschutz. Schutzziele sind der Schutz und Erhalt eines großen, zusammenhängenden Waldmeister-Buchenwaldes mit zum Teil wärmeliebenden Arten.